# Sylvia Natterer
Sylvia Natterer (* 1949 in Oberstdorf) ist eine schweizerische Puppenmacherin.

## Leben

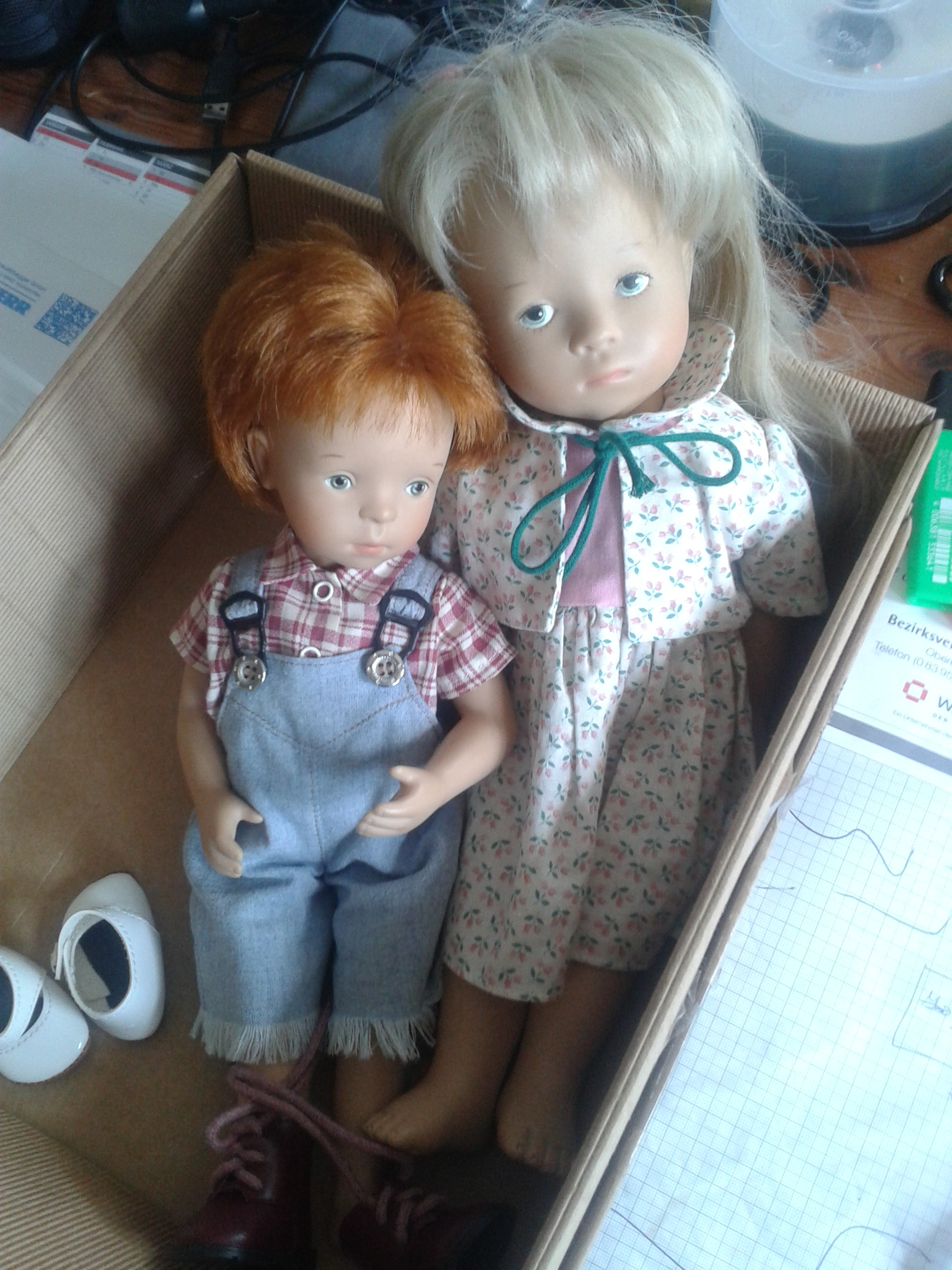
Sylvia Natterer Puppen

Geboren in Oberstdorf und aufgewachsen in der Schweiz studierte sie bis 1970 in Montreux und Lausanne. Von 1970 bis 1975 war sie Kunstlehrerin in Lausanne. Im Jahre 1972 begann sie erste Puppen herzustellen.
Danach übersiedelte sie nach München um bis 1991 dort als Puppenmacherin zu arbeiten. Seit 1991 wohnt und arbeitet sie in Vils in Tirol. Ihre Puppen bestehen aus den Materialien Vinyl, Holz, Pappmaché und Porzellan. Neben der Herstellung von Einzelstücken, wurden die von ihr entworfenen Spielpuppen unter den Namen „Minouche“ und „Fanouche“ von den Firmen Zapf, Götz, White Ballon, Zwergnase, Käthe Kruse und Petitcollin hergestellt.

## Soloausstellungen (Auswahl)
- 1978 Gallery Hand und Werk, München
- 1993 Franklin Mint Museum, Philadelphia
- 1994 Toy Museum, Mechelen

## Gruppenausstellungen (Auswahl)
- 1977 Musée des Arts Décoratifs, Lausanne
- 1981 Handwerkskammer, München
- 1983 Heimatwerk, Zürich
- 1985 Heimatwerk, Bern
- 1986 Musée Roybert-Fould, Paris
- 1990 Museo della Bambola, Italien
- 1991 Musée des Arts Décoratifs, Louvre
- 1995 Masterpieces of the world, New York City
- 1998–1999 Gallery CFM, New York City
- 2004 Spielzeugmuseum, Deutschland

## Auszeichnungen
- 1980 Tivoli Center, Zürich
- 1995 Great Award of Austria, Wien
- 1998 Max-Oscar Arnold Award, Deutschland
- 1998 Poupée d’Ange, Izu Doll Garden, Tokio

## Mitgliedschaften
- National Institute of American Doll Artists (NIADA)
- Verband Europäischer Puppenkünstler (VEP)
- Bayerischer Kunstgewerbeverein (BKV)